# داء بينزفانغر
داء بينزفانغر (بالإنجليزية: Binswanger's disease)‏ المعروف أيضا باسم اعتلال بيضاء الدماغ التحت قشري (بالإنجليزية: subcortical leukoencephalopathy)‏ هو شكل من أشكال الخرف الوعائي الناتج عن تلف المادة البيضاء في الدماغ. يمكن أن يحدث ضمور المادة البيضاء كنتيجة لعدد من الحالات مثل ارتفاع ضغط الدم المزمن والشيخوخة. يتميز المرض بفقدان الذاكرة والوظائف الفكرية بجانب تغيرات في المزاج، وتطوق هذه التغيرات ما يُعرف باسم الوظائف التنفيذية للدماغ، وعادة ما يحدث المرض بين 54 و 66 سنة من العمر، وتتمثل الأعراض المبكرة في شكل تدهور عقلي أو سكتة دماغية.
ُوصف أوتو بينزفانغر المرض لأول مرة عام 1894، واستخدم ألويس ألزهايمر عبارة «مرض بينزفانغر» عام 1902. ومع ذلك فإن أولزويسكوي له الفضل في الكثير من التحقيقات الحديثة حول هذا المرض والتي بدأت عام 1962.

## الأعراض
تشمل الأعراض كل من التدهور الذهني واضطراب اللغة ونوبات عابرة من نقص التروية ورنح حركي، وضعف الحركة المتضمن تشوه المشية، وبطء الحركات وتغيير الوضع. هذه الأعراض تتزامن عادة مع السقوط المتعددة، والصرع، والإغماء، وعدم القدرة على التحكم بالمثانة.
باعتبار أن مرض بينزفانغر يؤثر على سرعة معالجة المعلومات ويسبب ضعف التركيز، فإن القدرة على القيام بالمهام اليومية مثل إدارة الأموال وإعداد وجبات الطعام قد تصبح مهام صعبة للغاية.

### الأعراض العصبية
يٌعتبر مرض بينزفانغر نوع من الخرف الوعائي تحت القشري الذي يسببه ضمور المادة البيضاء في الدماغ. ومع ذلك فإن ضمور المادة البيضاء وحده لا يكفي، فوجود دليل على الخرف التحت قشري يُعتبر أمرا ضروريا أيضا.
تتمثل النتائج النسيجية بشكل فقدان منشر وغير منتظم للمحاور العصبية والميالين مصحوبا بفساد دبقي عصبي واسع الانتشار، بالإضافة إلى موت الأنسجة بسبب احتشاء أو فقدان إمدادات الدم إلى الدماغ، وكذلك تغيرات في اللدونة العصبية للشرايين. قد تكمن الآلية المرضية في حدوث ضرر ناتج عن تصلب الشرايين الحاد. عادة ما تكون بداية هذا المرض بين 54 - 66 سنة وتكون أول الأعراض عادة في شكل تدهور عقلي أو سكتة دماغية.
الأوعية التي تعذي المادة البيضاء تحت القشرية تتفرع من الأوعية التي تغذي العقد القاعدية والمحفظة الغائرة والمهاد. ومن المعروف أن ارتفاع ضغط الدم المزمن يسبب تغيرات في توتر الجدر الملساء للأوعية بجانب تغيرات في قطر الوعاء. وبالتالي يمكن أن تصبح الشرايين منفذة مما يؤدي إلى اختراق الحاجز الدماغي الدموي. وقد تبين أن مرض بينزفانغر يستهدف الأوعية الموجودة في هذه المنطقة من تحت القشرة، باستثناء أوعية الدوران الدقيق والشعيرات الدموية، الأمر الذي يُعزى له سبب الاختلاف بين مرض الزهايمر ومرض بينزفانغر.

## العلاج
مرض بينزفانغر ليس له علاج، وقد تبين أنه أخطر أنواع الخرف الوعائي، إلا أن أفضل طريقة للتعامل مع عوامل الخطورة الوعائية التي تساهم في سوء تروية الدماغ تتمثل في علاج السبب، مثل ارتفاع ضغط الدم المزمن أو مرض السكري. وقد ثبت أن الدواء الحالي لمرض ألزهايمر دوبيبيزيل (بالإنجليزية: Donepezil)‏ يمكن أن يساعد في مرض بينزفانغر كذلك [بحاجة لمصدر].